# 王宗海
克里斯托福鲁斯·辛杜纳达（1933年3月20日—2005年8月16日），原名王宗海，印度尼西亚华裔政治和军事人物。
他毕业于印度尼西亚大学法学院，并于1962年在印度尼西亚共和国海军接受强制军事训练，最终获得海军少校军衔。王宗海曾是国民使命党党员，也是民族统一辅导机构创始人和主席。其主张印度尼西亚华人应彻底同化融入印度尼西亚社会。他还承认，他和他的印尼同化派是第14/1967号总统令的起草者，该总统令禁止公开华人文化习俗和传统。
王宗海积极致力于发展国家间的友好关系，1983年，担任印度尼西亚—法国协会副主席的王宗海被法国政府授予法国国家功绩骑士勋章。